# مقاطعة بولونيا

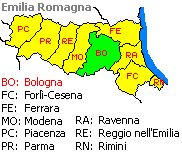
خريطة مقاطعة بولونيا

مقاطعة بولونيا (بالإيطالية: Provincia di Bologna)، مقاطعة شمال إيطاليا في إقليم إميليا رومانيا، عدد سكانها 944.297 نسمة ومساحتها 3.703 كيلومتر مربع وبها 60 مدينة وبلدة وقرية وعاصمتها مدينة بولونيا، يحدها من الغرب مقاطعة مودِنة ومن الشمال مقاطعة فِرَّارة ومن الشرق مقاطعة ربنة، ومن الجنوب إقليم تُسكانة عند مقاطعة فلورنسا ومقاطعة براتو ومقاطعة بستويا.

## أهم المدن
|   | المدينة                | الاسم بالإيطالية          | السكان  |
| - | ---------------------- | ------------------------- | ------- |
| 1 | بولونيا                | Bologna                   | 374.425 |
| 2 | إيمولا                 | Imola                     | 66.170  |
| 3 | كازاليكيو دي رينو      | Casalecchio di Reno       | 34.451  |
| 4 | سان لاتسارو دي سافينا  | San Lazzaro di Savena     | 30.045  |
| 5 | سان جوفاني في برسيتشتو | San Giovanni in Persiceto | 24.790  |

## الجغرافيا
| جغرافية مقاطعة بولونيا |                 |       |
| التضاريس               | المساحة (هكتار) | %     |
| السهول                 | 158.258         | 42,75 |
| التلال                 | 132.955         | 35,91 |
| الجبال                 | 79006           | 21,34 |
| المجموع                | 37.021          | 100   |

## الديموغرافيا
حسب إحصائيات عام 2004، كان عدد السكان المقيمين بمقاطعة بولونيا 943.983، منهم 94,09 ٪ إيطاليو الأصل. ويشكل المهاجرون في المدينة 5,91 ٪ من عدد السكان. حيث بلغ عدد المهاجرين في بولونيا 55.840، منهم 19.668 أوربيون أغلبهم من رومانيا وألبانيا وأوكرانيا. بعدهم يأتي بقليل الأفارقة بعدد 19.060 وتقريبا بكلهم من شمال أفريقيا. ثم الجالية الآسيوية المتزايدة بعدد 14.119 ومعظمهم من الفلبين وبعض الصينيين. والباقي مهاجرون من الأمريكتين والشرق الأوسط.
في حين ان الشيخوخة ما تزال تمثل عاملا في عدد سكان المدينة، وساهم ارتفع عدد الولادات في العقد الماضي بالنمو الإيجابي للمدينة.
التركيبة العمرية
- 00 - 14 (108,422) = 11.48%
- 15 - 64 (615,488) = 61.59%
- 65+ (220,113) = 23.31%